# Dămuc
Dămuc é uma comuna romena localizada no distrito de Neamţ, na região de Moldávia. A comuna possui uma área de km² e sua população era de 3148 habitantes segundo o censo de 2007.